# Peter Beets

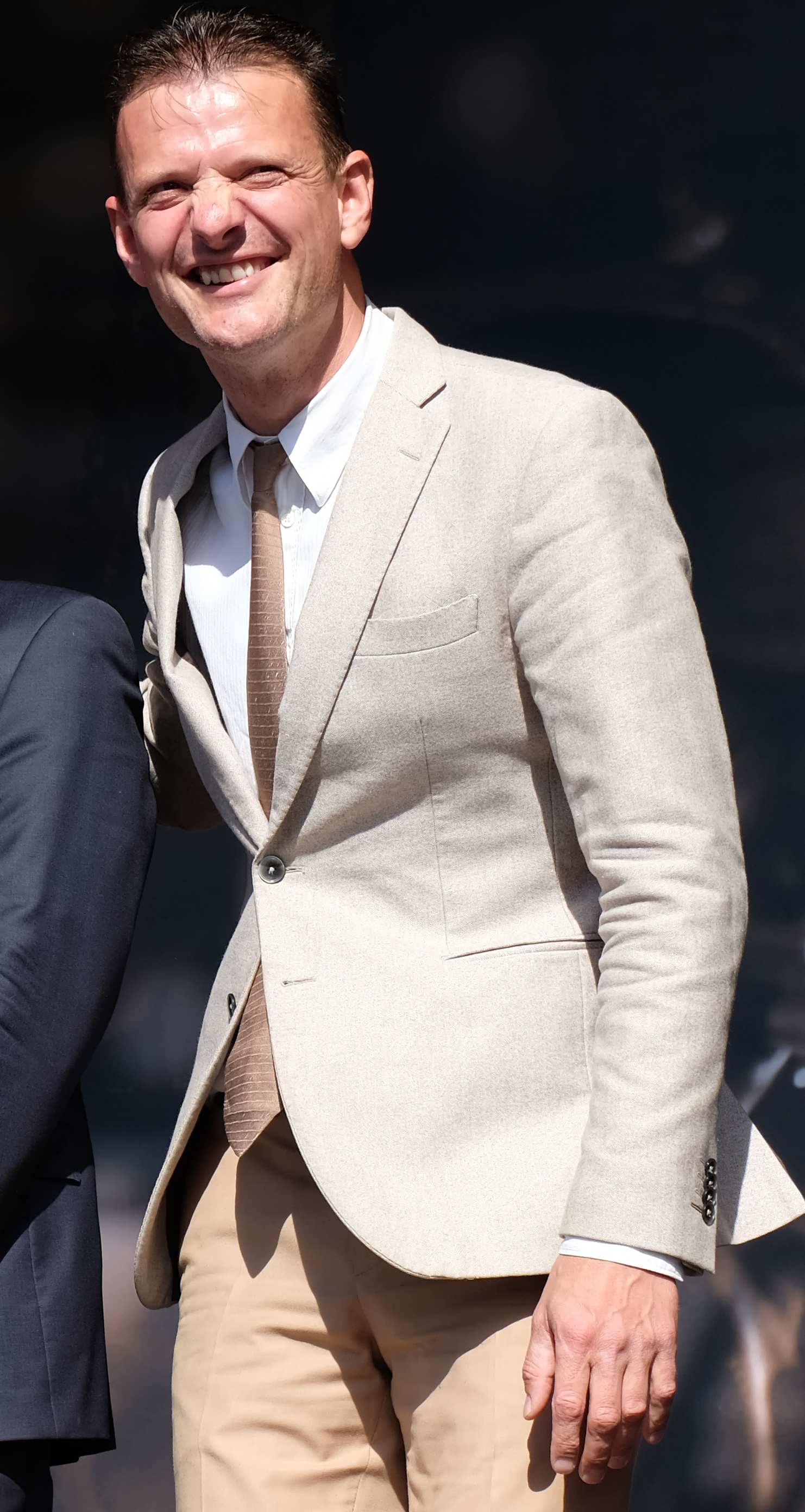
Peter Beets (2017)

Peter Beets (* 12. Juni 1971 in Den Haag) ist ein niederländischer Jazz-Pianist und Komponist.

## Leben und Wirken
Beets stammt aus einer musikalischen Familie. Seine Brüder Marius Beets (* 1966, Bassist) und Alexander Beets (* 1968, Tenorsaxophonist) sind ebenfalls Jazzmusiker. Beets wuchs in Groenlo auf und studierte ab 1992 am Koninklijk Conservatorium Den Haag, wobei er anfangs auch noch Jura studierte. Er spielte ab 1988 mit seinen Brüdern als The Beets Brothers, mit einem Debütalbum 1990, dem bis 1999 weitere Alben folgten. 
1996, noch als Student, veröffentlichte Beets sein eigenes Trio-Album First Date mit Jeff Hamilton am Schlagzeug. 1998 machte er seinen Abschluss am Konservatorium und gewann den Martial Solal Preis in Paris. Seit 1998 spielt er regelmäßig als Pianist beim Jazz Orchestra des Concertgebouw. 2001 veröffentlichte er seine erste CD für Criss Cross, New York Trio mit Rodney Whitaker und Willie Jones III, dem weitere fünf Alben mit wechselnden Trio Besetzungen folgten (teilweise mit Gitarre statt Schlagzeug). Beets tourte weltweit mit seinem Trio, hatte Engagements zum Beispiel im Birdland und trat zum Beispiel im Lincoln Center und im Duo mit Chick Corea im Concertgebouw auf. In den Niederlanden hatte er Theater-Tourprogramme zum Beispiel zu Chopin Meets the Blues (Titel eines Albums bei Criss Cross 2010), Porgy and Bess, Tribute to Oscar Peterson und Bach Meets the Blues. Er tourte mit dem Rosenberg Trio, Rita Reys und Louis van Dijk. 2014 nahm er mit Fay Claassen das Album Live at the Amsterdam Concertgebouw auf. 2020 erschien das Album The Flying Dutchman, das er mit dem Henk Meutgeert New Jazz Orchestra einspielte. Auf seinem Soloalbum Tchaikovsky, Rachmaninov and All That Jazz! (2024) interpretierte er klassische Werke russischer Komponisten neu.
2010 erhielt er einen Edison Jazz Award für das Album Blues for the Date mit dem Jazzorchester des Concertgebouw.